# Ablemma shimojanai
Espèce
Synonymes
- Tetrablemma shimojanai Komatsu, 1968

Ablemma shimojanai est une espèce d'araignées aranéomorphes de la famille des Tetrablemmidae.

## Distribution
Cette espèce se rencontre au Japon dans l'archipel Nansei et en Chine au Guangdong,.

## Description
Le mâle holotype mesure 1,06 mm.
Le mâle décrit par Shear en 1978 mesure 1,00 mm et la femelle 1,02 mm.
Le mâle décrit par Fu, Wang et Tong en 2022 mesure 0,97 mm et la femelle 0,96 mm.

## Systématique et taxinomie
Cette espèce a été décrite sous le protonyme Tetrablemma shimojanai par Komatsu en 1968. Elle est placée dans le genre Ablemma par Shear en 1978.

## Étymologie
Cette espèce est nommée en l'honneur de Matsuei Shimojana.

## Publication originale
- Komatsu, 1968 : « Two new cave spiders of genera Tetrablemma (Tetrablemminae, Oonopidae) and Dolichocybaeus (Cybaeinae). » Acta Arachnologica, vol. 21, p. 35-39.